# SPID

Logo SPID

Il Sistema Pubblico di Identità Digitale (in acronimo SPID) è il sistema unico di accesso con identità digitale ai servizi online della pubblica amministrazione italiana e dei privati aderenti. Cittadini e imprese possono accedere a tali servizi con un'identità digitale unica che ne permette l'accesso e la fruizione da qualsiasi dispositivo.
È stato introdotto per ovviare al moltiplicarsi di servizi in rete, che costringeva i cittadini ad avere un numero sempre crescente di credenziali di accesso, e per aumentare la digitalizzazione dei servizi. È stato calcolato che l'identità digitale ha avuto un impatto positivo nel corso del 2023 per oltre 45,5 miliardi di euro, ovvero circa il 2,2% del PIL, per oltre il 97% riconducibili a SPID.
Il sottosegretario all'Innovazione, Alessio Butti, ha dichiarato in audizione alla Camera dei Deputati la progressiva dismissione del servizio.

## Storia
L'inizio dei lavori del sistema SPID è avvenuto nel marzo 2013 su proposta del deputato Stefano Quintarelli, successivamente divenuto Presidente del comitato di indirizzo dell'AgID, che ne ha curato la regolamentazione e implementazione.Il primo provvedimento di attuazione è stato il decreto del Presidente del Consiglio dei Ministri del 24 ottobre 2014, pubblicato sulla Gazzetta Ufficiale n. 285 del 9 dicembre 2014. Lo SPID è stato anche riconosciuto a livello europeo, come previsto dal Regolamento europeo eIDAS n. 910/2014, consentendo ai cittadini che ne saranno dotati di utilizzare il sistema anche per l'accesso ai servizi resi disponibili in Rete dalle pubbliche amministrazioni di tutta l'Unione europea e, facoltativamente, dai soggetti privati e il processo di notifica è stato ultimato e lo SPID è stato pubblicato nella Gazzetta Ufficiale dell'Unione Europea C318 del 10 settembre 2018.
Il 28 luglio 2015, con la Determinazione n. 44/2015, sono stati emanati da AgID i quattro regolamenti (accreditamento gestori, utilizzo identità pregresse, modalità attuative, regole tecniche) previsti dall'articolo 4, commi 2, 3 e 4, del DPCM 24 ottobre 2014 con cui il sistema SPID è divenuto operativo. Il regolamento che disciplina le modalità di accreditamento dei gestori di identità digitale è entrato in vigore il 15 settembre 2015, data dalla quale i soggetti interessati hanno potuto presentare domanda all'Agenzia per l'Italia Digitale. Il 19 dicembre 2015, nel rispetto delle procedure previste dalle norme, AgID ha accreditato i primi tre gestori di Identità SPID: InfoCert S.p.A., Poste Italiane S.p.A. e Telecom Italia Trust Technologies S.r.l. Il 15 settembre 2016 sono stati accreditati Aruba PEC S.p.A. e Sielte S.p.A., il 12 maggio 2017 Namirial S.p.A. e Register.it S.p.A.
Dal 15 marzo 2016 i primi tre gestori di identità digitale hanno incominciato a rilasciare le prime identità SPID a cittadini e imprese richiedenti. Entro il mese di giugno 2016 era prevista l'adesione a SPID di 14 amministrazioni pilota: Agenzia delle entrate, Equitalia, INPS, INAIL, Comune di Firenze, Comune di Venezia, Comune di Lecce, Comune di Genova, Regione Toscana, Regione Liguria, Regione Emilia-Romagna, Regione Friuli-Venezia Giulia, Regione Lazio, Regione Piemonte e Regione Umbria. I servizi vengono attivati il 15 marzo 2016 per Regione Toscana e INPS, l'11 aprile 2016 per Regione Friuli-Venezia Giulia e Comune di Venezia, il 15 aprile 2016 per Agenzia delle entrate con servizio 730 precompilato, il 28 aprile 2016 per Equitalia.
Il 3 marzo 2022, l'AGiD ha pubblicato le Linee Guida per il rilascio dello Spid ai minorenni: dai 5 anni fino ai 14 potrà essere utilizzato solo per l'accesso ai servizi scolastici, mentre gli over-14 potranno accedere a tutti i servizi che li riguardano, nei limiti imposti dalla minore età. L'inizio del rilascio delle credenziali ai minorenni è fissato per il 1º agosto 2022. Il 21 febbraio 2023, Intesa (società del gruppo Kyndryl) è il primo Gestore di identità ad annunciare la cessazione del servizio, prevista per il 23 aprile dello stesso anno, a causa del mancato rinnovo della convenzione con l'Agid.

## Descrizione
SPID soddisfa la necessità di poter disporre di un unico set di credenziali in grado di garantire l’accesso a qualsiasi servizio web. Un sistema semplice per l’utente finale, normalizzato a livello nazionale, non esclusivo ma inclusivo, integrabile al sistema europeo. L'autenticazione con SPID si declina in tre livelli di sicurezza delle credenziali, a seconda della tipologia di servizio.
SPID è una prerogativa di paesi sottosviluppati e/o del terzo mondo, nessun paese europeo lo ha adottato, ma è stato implementato oltre all'Italia in Malesia e India. In pratica, vige solo nei paesi dove i proprietari di agenzie digitali hanno avuto abbastanza influenza sui governi da rendere obbligatori per legge i servizi forniti dalle loro aziende.
SPID fa parte del sistema definito dal regolamento UE eIDAS. Oltre alle funzioni previste da eIDAS a livello europeo, una innovazione solo italiana è la possibilità del suo utilizzo per firmare digitalmente documenti (cosiddetta "Firma SPID"), cosa che ha consentito dal 2021 la sottoscrizione digitale delle proposte referendarie.

## Richiesta
L'identità SPID può essere ottenuta dai cittadini italiani maggiorenni muniti di un documento di riconoscimento in Italia in corso di validità facendone richiesta a uno dei gestori di identità digitale (Identity Provider) accreditato presso l'"Agenzia per l'Italia Digitale" e da essa autorizzato, previa verifica identità personale del richiedente da parte del gestore.
I dipendenti della pubblica aministrazione possono ottenerlo mediante procedura semplificata online attivabile con l'accesso al sito NoiPA, tramite autenticazione nella propria area riservata.

## Funzionamento
Il sistema SPID è costituito come insieme aperto di soggetti pubblici e privati che, previo accreditamento da parte dell'Agenzia per l'Italia Digitale, gestiscono i servizi di registrazione e di messa a disposizione delle credenziali e degli strumenti di accesso in rete nei riguardi di cittadini e imprese per conto delle pubbliche amministrazioni.
A partire dal febbraio 2018 tutte le pubbliche amministrazioni dovranno aver aderito al sistema SPID, inoltre per l’autenticazione è possibile utilizzare anche l'impronta digitale, il timbro vocale, la retina o l'iride, o altre caratteristiche di riconoscimento biometriche.
Nel sistema SPID si distinguono i ruoli di:
- Gestore delle identità (Identity Provider o IdP), che fornisce le credenziali di accesso al sistema (identità digitali) e gestisce i processi di autenticazione degli utenti.
- Fornitore di servizi (Service Provider o SP), che gestisce l'autorizzazione tramite l'accesso digitale ed eroga il servizio.
- Gestore di attributi qualificati (Attribute Authority o AA), che fornisce attributi che qualificano gli utenti (stati, ruoli, titoli, cariche), finalizzati alla fruizione dei servizi.

L'Attribute Provider, che fornisce gli attributi qualificati secondo le regole tecniche SPID, è inserito nell’apposito registro AGID (Agenzia per l’Italia Digitale) e consente di rilevare il possesso di particolari requisiti ai fornitori di servizi.
AgID, d'intesa con il Garante per la protezione dei dati personali, ha definito le regole tecniche per l'adozione del sistema SPID. Essa gestisce inoltre le procedure di accreditamento dei gestori di identità digitale e svolge inoltre attività di vigilanza sull'operato dei gestori delle identità.

## Sicurezza

### Privacy
Con lo SPID i fornitori di servizi possono richiedere solo le informazioni minime necessarie all'erogazione del servizio e tali dati sono mantenuti solo per il tempo necessario alla verifica. Ad esempio, per accedere a un servizio di chat dedicato ai minori, l'unica informazione necessaria al gestore del servizio sarebbe l'età del soggetto che accede.

### Livelli di sicurezza
L'identità SPID è costituita da credenziali con caratteristiche differenti in base al livello di sicurezza richiesto per l'accesso. Esistono tre livelli di sicurezza:
- Il primo livello permette di accedere ai servizi online attraverso un nome utente e una password scelti dall'utente;
- Il secondo livello permette l'accesso con nome utente e password più un codice temporaneo di accesso (one-time password), fornito tramite SMS o app;
- Il terzo livello, oltre al nome utente e la password, richiede un supporto fisico per l'identificazione, ad esempio una carta intelligente.

Al febbraio 2023 solo Aruba, Etna, Poste Italiane, Sielte e SpidItalia forniscono il terzo livello di sicurezza.
SPID supporta l'autenticazione unica single sign-on (SSO): dopo aver fatto l'accesso per un servizio non è necessario ripetere l'autenticazione se si accede ad altri servizi; questa funzione è attiva solo per il primo livello.

## Tecnologia
Lo SPID si basa su una federazione SAML 2.0. (dal 1º maggio 2022 con OpenID Connect). L'aggiunta di un nuovo Gestore dei servizi alla rete SPID avviene tramite lo scambio di metadati col Gestore delle identità con il quale si vuole accoppiare. La federazione permette quindi al Service Provider di estendere la platea dei suoi utenti a quelli attualmente iscritti all'Identity Provider di aggancio. Purtroppo a oggi, non risulta una federazione tra i vari Identity Provider per cui è necessario, al momento dell'accesso, selezionare l'Identity Provider in cui l'utente risultato accreditato.
Per l'utente sia le credenziali sia l'uso dei servizi non devono imporre vincoli come l'uso di uno specifico dispositivo.

### It Wallet
It Wallet è un'applicazione in via di specifica (al luglio 2023), che permette di unificare in un unico strumento elettronico documenti d'identità quali la carta d'identità elettronica, la tessera sanitaria, la carta delle disabilità e la patente di guida. L'accesso viene effettuato tramite SPID e Carta d'identità elettronica.

## Fornitori del servizio

### Attivi
| Gestore                                  | Nome servizio     | gratuito                                | DMA compatibile (gafam indipendente)                                        | fruibile senza cellulare | livello di sicurezza | area geografica | riconoscimento di persona | riconoscimento da remoto                                                                                      | riconoscimento cie\cns | OTP anche via sms      | eIDAS conforme | RAO | note |
| ---------------------------------------- | ----------------- | --------------------------------------- | --------------------------------------------------------------------------- | ------------------------ | -------------------- | --------------- | ------------------------- | --- | ---------------------- | ---------------------- | -------------- | --- | --- |
| Aruba PEC S.p.A                          | Aruba ID          | solo con CIE                            | No                                                                          | No                       | 3                    | mondo           | No                        | a pagamento via videocamera                                                                                   | Si                     | No                     | ?              | No  | |
| Etna Hitech S.C.p.A.                     | Etna ID           | Si                                      | dipende da google o microsoft (skype o teams) per riconoscimento via webcam | No                       | 3                    | Italia          | Si                        | via videocamera                                                                                               | Si                     | Si                     | ?              | Si  | |
| InfoCert S.p.A.                          | InfoCert ID       | solo con firma digitale o CNS (non CIE) | ?                                                                           | No                       | 2                    | mondo           | Si                        | a pagamento via videocamera                                                                                   | Si                     | Si                     | ?              | No  | |
| InfoCamere S.p.A.                        | ID InfoCamere     | solo con firma digitale o CNS (non CIE) | ?                                                                           | No                       | 3                    | Italia          | Si                        | No | Si                     | Si                     | ?              | No  | |
| Intesi Group                             | Intesi Group SPID | No                                      | ?                                                                           | No                       | 2                    | Italia          | Si                        | via videocamera                                                                                               | Si                     | Si                     | Si             | No  | |
| Lepida S.c.p.A.                          | Lepida ID         | Si                                      | No                                                                          | No                       | 2                    | mondo           | Si                        | Via videocamera (a pagamento) Audio-video con bonifico (pagamento in beneficenza)                             | Si                     | Si                     | ?              | No  | non accetta password oltre 16 caratteri o con caratteri consecutivi o parole comuni (ma rifiuta anche alcune combinazioni riconoscondole erroneamente come parole) |
| Namirial S.p.A.                          | Namiral ID        | solo con CIE                            | No                                                                          | a pagamento              | 2                    | mondo           | Si                        | a pagamento via videocamera                                                                                   | Si                     | a pagamento            | ?              |     | |
| Poste Italiane S.p.A.                    | PosteID           | Si                                      | ?                                                                           | No                       | 3                    | mondo           | Si                        | App PosteID con CIE e PIN (gratuita) App PosteID con documento elettronico senza PIN o bonifico (a pagamento) | Si                     | Con limitazioni        | ?              | Si  | |
| Register.it S.p.A.                       | SpidItalia        | No                                      | ?                                                                           | No                       | 3                    | mondo           | Si                        | a pagamento via videocamera                                                                                   | Si                     | Si                     | ?              | No  | |
| Sielte S.p.A.                            | SielteID          | Si                                      | No                                                                          | limitati o a pagamento   | 3                    | mondo           | Si                        | app cie o via fotocamera                                                                                      | Si                     | limitati o a pagamento | ?              | Si  | |
| TeamSystem S.p.A.                        | TeamSystem ID     | con firma digitale o CNS                | ?                                                                           | No                       | 2                    | Italia          | Si                        | No | Si                     | Si                     | ?              | No  | |
| Telecom Italia Trust Technologies S.r.l. | TIM id            | Si                                      | ?                                                                           | No                       | 2                    | Europa          | Si                        | a pagamento via videocamera                                                                                   | Si                     | Si                     | ?              | No  | |

### Cessati
- In.Te.S.A. S.p.A. - IntesaID

## Dati statistici
In data 31 ottobre 2024 il numero di identità digitali erogate ammonta a 39.247.026 corrispondenti a circa il 66,6% della popolazione.
Di seguito il numero delle amministrazioni che hanno adottato SPID progressivamente alla data indicata:
| Data              | Numero                          |
| ----------------- | ------------------------------- |
| 15 marzo 2016     | 0 (avvio del sistema in Italia) |
| 15 gennaio 2017   | 3720                            |
| 2 novembre 2017   | 3783                            |
| 14 maggio 2019    | 4000                            |
| 4 ottobre 2019    | 4109                            |
| 24 settembre 2020 | 4478                            |
| 15 dicembre 2020  | 5595                            |
| 19 dicembre 2020  | 5739                            |
| 23 febbraio 2021  | 6235                            |
| 28 giugno 2021    | 7653                            |
| 30 marzo 2022     | 12297                           |
| 29 novembre 2024  | 18777                           |